# Gabriel Andrés Medina
Gabriel Andrés Medina Díaz (c. 1982-Maturín, Venezuela, 29 de agosto de 2021) fue un policía venezolano, funcionario de las Fuerzas de Acciones Especiales (FAES). El 24 de abril de 2020 fue detenido en El Furrial, estado Monagas, junto a otras ocho personas acusados de planear un supuesto secuestro de contra de Diosdado Cabello. Medina fue clasificado por la organización no gubernamental Foro Penal y por medios de comunicación como un preso político. Falleció en la cárcel en 2021 sin tener condena firme y teniendo más de un mes en estado crítico de salud sin recibir atención médica.

## Detención
Medina se encontraba recluido en el anexo «Nelson» Mandela del Internado Judicial de Monagas, más conocido como «Cárcel de La Pica». Durante su reclusión su estado de salud se tornó crítico, presentando retención de líquidos, escupiendo sangre y otras complicaciones. Por presión de sus compañeros, Medina fue trasladado al hospital Manuel Núñez Tovar de Maturín. Según el diario Últimas Noticias, no pudo ser atendido en el hospital por falta de insumos médicos y se ordenó su traslado a una clínica privada para realizarle pruebas.

## Muerte
Gabriel Andrés Medina falleció el 29 de agosto de 2021 después de sufrir un paro respiratorio en el hospital Manuel Núñez Tovar; el informe de la autopsia reveló que Medina tenía tuberculosis. El presidente del Foro Penal, Alfredo Romero, declaró que Medina no tenía condena firme y que tenía más de un mes en estado crítico de salud sin recibir atención médica. Es considerado como el noveno preso político que fallece bajo custodia del Estado venezolano desde 2014.

## Vida personal
Dejó huérfana a una niña de ocho años de edad, quien en diciembre de 2020 había perdido a su madre.